# Chinde (Schiff)
Die Chinde war ein 1911 gebautes portugiesisches Fracht- und Passagierschiff, das während seiner gesamten Dienstzeit im Küstendienst vor Mosambik verkehrte. Im Ersten Weltkrieg nutzte die Marinha Portuguesa den Dampfer als Transporter und Truppentransporter. 1951 wurde das Schiff abgewrackt.

## Geschichte
Nachdem die Reederei Empresa Nacional de Navegação mit der Luabo bereits 1909 ein kombiniertes Fracht- und Passagierschiff für ihren Küstendienst in Mosambik bestellt hatte, orderte sie bei der britischen Werft Russell & Co. einen zweiten Neubau derselben Klasse. Am Sitz der Werft in Port Glasgow erfolgte die Kiellegung des Schwesterschiffes unter der Baunummer 634. Der Neubau lief am 11. Oktober 1911 vom Stapel und erhielt den Namen Chinde nach einer der vier Hauptmündungen des Sambesi, die in Mosambik in den Indischen Ozean fließen.
Der ab 1911 eingesetzte Neubau diente der Reederei als Verstärkung in ihrem 1903 aufgenommenen Küstendienst, da die Reederei glaubte, nur mit verstärkten Transportkapazitäten gegen die ausländische Konkurrenz bestehen zu können. Die 1881 gegründete Reederei hatte vom portugiesischen Staat das Monopol über die Seeverbindungen zwischen dem Mutterland und den portugiesischen Kolonien in Afrika erhalten. Mit Ausnahme des Ersten Weltkrieges blieb die Chinde in ihrem Eigentum und wurde – zusammen mit anderen Dampfern – während der gesamten Zeit in Mosambik eingesetzt. Dabei diente sie dem Transport von Fracht ebenso wie zur Beförderung von einer kleineren Anzahl von Passagieren.
Nach dem Kriegseintritt Portugals auf Seiten der Entente am 9. März 1916 unterstellte die Regierung die Chinde der Kolonialmarine. Diese nutzte den Dampfer als Transporter und Truppentransporter, ohne dass Einzelheiten ihrer Einsätze während der Kriegszeit überliefert sind.
Nach dem Krieg gab die Marine das Schiff an die Reederei zurück, die sich 1918 von Empresa Nacional Navegação zur Companhia Nacional de Navegação umfirmiert hatte. Die Chinde kehrte wieder in den Küstendienst von Mosambik zurück, der unauffällig verlief. Wie auch die Luabo wurde auch die Chinde 1937 umfassend überholt und für eine größere Passagierkapazität umgebaut. Anschließend konnte sie statt der 12 dann 75 Passagiere befördern. Gleichzeitig sank die Tragfähigkeit des Schiffes von 1834 auf 1475 Tonnen.

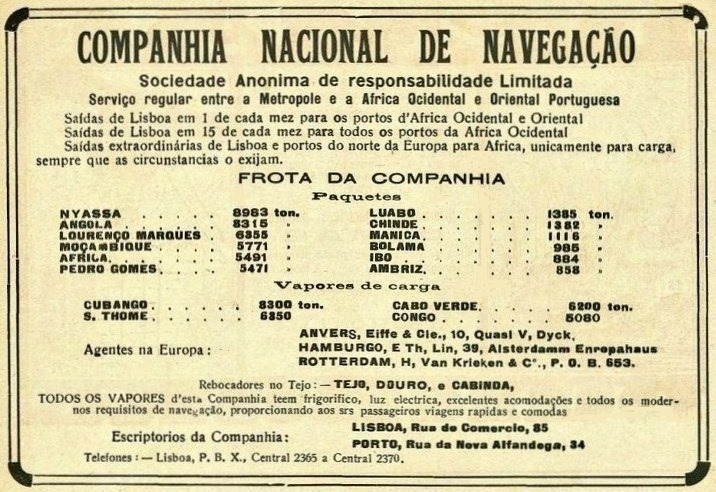
CNN-Werbung aus dem Jahr 1926 mit Angabe einiger Routen und Schiffe

Auch während des Zweiten Weltkrieges verblieb die als neutrales Schiff gekennzeichnete Chinde im Dienst der Companhia Nacional und in Ostafrika. Aus dieser Zeit sind keine besonderen Ereignisse überliefert, auch wenn japanische U-Boote vor Mosambik zahlreiche alliierte Schiffe versenkten und portugiesische Schiffe sich an der Rettung von Überlebenden beteiligten. Im Juli 1952 wurde der Dampfer schließlich im nordspanischen Avilés abgewrackt.

## Technische Daten
Der Dampfer war 76,49 Meter lang, 10,27 Meter breit und hatte einen Tiefgang von 5,84 Metern. Dabei war er mit 1382 BRT bzw. 841 NRT vermessen. Als Antrieb dienten zwei Dreizylinder-Dreifach-Expansionsmaschinen von J. G. Kincaid & Co. aus Greenock mit 144 nhp (ca. 920 PS), die auf zwei Schrauben wirkten. Damit erreichte der Dampfer eine Geschwindigkeit von 10,0 Knoten. Auf dem Schiff konnten zunächst 12 Passagiere mitgenommen werden, die Besatzung bestand aus 22 Mann.